# Argyle (Georgia)
Argyle es un pueblo situado en el condado de Clinch, Georgia, Estados Unidos. Tiene una población estimada, a mediados de 2023, de 189 habitantes.

## Geografía
La localidad está ubicada en las coordenadas 31°04′24″N 82°38′59″O / 31.07333, -82.64972 (31.073214, -82.648875). Según la Oficina del Censo, tiene una superficie de 4.45 km², correspondientes en su totalidad a tierra firme.

## Demografía
Según la estimación 2019-2023 de la Oficina del Censo, los ingresos medios de los hogares de la localidad son de $30,114 y los ingresos medios de las familias son de $29,306.